# Peniagone dubia
Peniagone dubia is een zeekomkommer uit de familie Elpidiidae.
De wetenschappelijke naam van de soort werd in 1958 gepubliceerd door D'yakonov & Savel'eva.